# Seherezádé

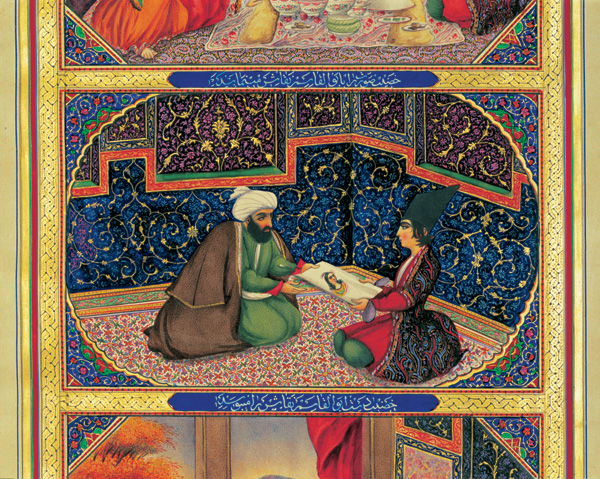
Szani ol-Molk: Az Ezeregyéjszaka perzsa kiadásának illusztrációja (1849–1856)

Seherezádé (perzsául: شهرزاد, átiratban: Šahrzād) a főszereplője Az Ezeregyéjszaka meséi című regénysorozatnak.

## Története
Sáhriár (perzsául: شهريار, Shahryār) király ezerkettedik felesége volt, akit férje – az előző ezeregy feleséghez hasonlóan – ki akart végeztetni legelső feleségének hűtlensége miatt. Hogy a kivégzést elhalassza, Seherezádé 1001 éjszakán át mesélt neki.